# Balduin Dahl
Christian Florus Balduin Dahl (født 6. oktober 1834 i København, død 3. juni 1891 på Skjoldgårdshøj ved Charlottenlund) var en dansk musiker (bl.a. i livgarden), dirigent og komponist.
Balduin Dahl var af en musikalsk familie. Han var søn af Jens Peter Dahl (musiker, musiklærer ved Københavns borgervæbning og dirigent for Pantomimeorkestret i Tivoli), bror til hofpianist Peter Waldemar Emil Dahl, far til Agnes Christine Dahl (harpenist i Det Kongelige Kapel) og farbror til Holger Adolph Emil Dahl (pianist, bratschist i Tivoli og komponist).
Allerede som dreng spillede han i Pantomimeteatrets orkester hos sin far og som ung i forskellige i militærorkestre. 1864 blev han leder af Tivolis hornorkester (harmoniorkester) og 1873 på Niels W. Gades, J.P.E. Hartmanns og Holger Simon Paullis anbefaling H. C. Lumbyes efterfølger som dirigent i Tivolis koncertsal, en stilling der var vanskelig at overtage efter en så folkekær dirigent som Lumbye. Han mødte da også megen uvilje hos publikum i starten. I 1881 blev han f.eks. udsat for en regulær pibekoncert, da han lod orkestret spille Heil dir im Siegerkranz under den tyske feltmarskal Helmuth v. Moltkes besøg i Tivoli. Det var afgjort ikke populært efter nederlaget til Preussen i 1864, hvis hær Moltke stod i spidsen for.
Hans kontante og arbejdsomme stil og hans evne til at finde de rette musikere, bringe orden og disciplin i ensemblet og vælge det rette repertoire gav ham dog i længden bred anerkendelse af hans arbejde. Det var således ham, der lod Carl Nielsens op. 1 Lille Suite for Strygere uropføre i 1888 med stor succes. På samme måde som Lumbye blandede han kortere populære numre med længere mere avancerede musikstykker, og fik drevet orkestret frem til egentligt symfoniorkester, der i samarbejde med solister og forskellige kor kunne opføre næsten hvad som helst. Han tog også orkestret op en række turneer rundt i Danmark og Skåne og til bl.a. Hamborg (1890). Derudover engagerede han sig de danske musikeres sociale kår og stiftede 1865 Musikerforeningen. der arbejdede på en forbedring af musikernes økonomiske forhold.
Hans egen musik var mest en efterklang af Lumbyes. Mange af hans kompositioner var lejlighedsmusik, komponeret til en bestemt begivenhed, valse, polkaer, marcher, galopper, men også en smule teatermusik og nogle sange.
Han blev begravet på Holmens Kirkegård, men 1905 flyttet til Garnisons Kirkegård.

## Musik
- 22.de Bataillons Manøvremarche
- A la jeunesse (gallop)
- Albert-Polka
- Alfe-Polka
- Amerikansk Tappenstreg
- Anna Margrethe Galop
- Bicycle Galop
- Bryllups-Polka
- Champagne-Charlie Polka
- Dagmar Polka
- Dandse (35 i 2 samlinger)
- Danse for orkester
- Dansk Kvadrille
- Dronning Louises Marsch
- Dronning Olga Marsche
- Du kommer (sang)
- Duminy champagne Galop
- En Extra Dands (4 danse)
- Fest-Bal-Quadrille
- Fest-Marche, H. M. Kong Luis af Portugal med Tilladelse allerunderdanigst tilegnet
- Fest-Marche, H. M. Kong Oscar II af Sverig og Norge tilegnet
- Fest-Marche ved Communens Middag i Anledning af Universitetets Jubelfest
- Feuilleton Galop
- Forsvarsbrødrenes Fanemarche
- Fransk storm-marsch
- Freja Vals
- Galathea Galop
- Harriet Polka
- Il domino (polka)
- Jenny Polka
- Jutta Polka
- Karnevalsmasker, Kvadrille over Kjøbenhavner-Bekjendte
- Kjøbenhavns Boldklub Galop
- Klub Galop
- Kong Frederik VIIIs Honnørmarsch
- Kong Georgs Marsch, H. M. Hellenernes Konge Georg I tilegnet
- Kronprinds Frederik Marsch
- Kronprindsesse Lovisa Polka
- La surprise
- Le toréador (spansk Dands)
- Lili Galop
- Lystklubbens Carnevals Polka
- Markeds Polka, Komponeret til Skuespillerforeningens Marked
- Odeon Polka
- Parisienne galop
- Peter Wilhelm Marche
- Pierrots & Pierettes Polka
- Postillon-Galop
- Prince Albert of Wales Polka
- Prinds Christians Marche, Hans kongelige Højhed Prinds Christian til Danmark tilegnet
- Promotionsbal Galop
- Quadrille over bellmanske Melodier
- Saison-Kvadrille
- Sang for Vaabenbrødre
- Skytte Marsch
- Sofie Polka
- Sølvbryllups Polka
- Tivoli-Polka
- Ved Isefjorden
- William Galop
- Aarøes flyvende Korps